# Chris Kratt
 (janvier 2016).
Si vous disposez d'ouvrages ou d'articles de référence ou si vous connaissez des sites web de qualité traitant du thème abordé ici, merci de compléter l'article en donnant les références utiles à sa vérifiabilité et en les liant à la section « Notes et références ».
Pour les articles homonymes, voir Kratt (homonymie).
Christopher F. J. « Chris » Kratt est né à Warren Township dans le New Jersey (États-Unis) le 19 juin 1969 est un biologiste américain. 
Il forme avec son frère aîné Martin Kratt un duo de créateurs de dessins animés  ainsi que de documentaires à but éducatif sur la nature. Ensemble, ils fondent en 1993 la Kratt Brothers Company. Ce studio de production remportera de nombreuses récompenses pour son travail, parmi lesquelles des Emmy Awards, des Gemini Awards, des Aurora Awards ou encore plusieurs International Wildlife Media Awards.
Chris Kratt est également réalisateur des dessins animés et des documentaires dans lesquels les deux frères participent.

## Biographie
Chris Kratt est marié à Tania Kratt avec qui il a eu deux enfants, Aidan et Nolan Kratt, ceux-ci ont participé au caméo Wild Kratt kid's.

## Réalisation
Avec son frère Martin, ils réalisent divers projets :
- 1996 : Kratt's Creatures
- 1999 - 2001 : Zoboomafoo
- 2003 - 2005 : Soyons bêtes! (Be the Creature)
- 2011 - 2012 : Les Frères Kratt